# Óenoki Kacumi
Óenoki Kacumi (Sizuoka, 1965. április 3. –) japán válogatott labdarúgó, edző.
A japán válogatott tagjaként részt vett az 1988-as Ázsia-kupán.

## Statisztika
| Japán válogatott | Japán válogatott | Japán válogatott |
| Időszak          | Mérk.            | gól              |
| ---------------- | ---------------- | ---------------- |
| 1989             | 4                | 0                |
| 1990             | 1                | 0                |
| Összesen         | 5                | 0                |